# Línea 1 (Tranvía de Jaén)
La línea 1 del Tranvía de Jaén es la primera línea de tren ligero metropolitano existente en la ciudad de Jaén (España) y el cual discurre por un trazado tanto urbano como interurbano. Dicha línea entró en servicio el 3 de mayo de 2011, en período de pruebas con pasajeros y finalizó por orden judicial tres semanas después. A pesar de que su construcción concluyó en el año 2011 dicha infraestructura se encuentra paralizada debido a desacuerdos políticos debido a su coste de explotación.

## Descripción
La línea 1 parte del centro de la ciudad y discurre íntegramente en superficie. Realiza su segunda parada en la Plaza de las Batallas, junto al Monumento a las Batallas de Jaén y cerca de las sedes de la Subdelegación del Gobierno y la Delegación del Gobierno Andaluz. Continúa dirección norte hasta la siguiente parada junto al Museo Provincial y el Museo Internacional de Arte Ibero. A continuación, realiza parada en la Plaza Jaén por la Paz, junto a la entrada de la Estación de Jaén. Desde aquí se dirige al este hasta la estación Donantes de Sangre y nuevamente al norte a la parada junto a la Ciudad de la Justicia, el recorrido continúa por la Carretera de Madrid, que se ha convertido en un gran bulevar, realizando paradas en la Universidad, en la Ciudad Sanitaria y en el Polígono Industrial Los Olivares, para terminar en Vaciacostales, donde existe un gran aparcamiento disuasorio para todos aquellos vehículos que llegan a la ciudad por el norte.
| Estaciones de la Línea 1 |                         |  |                       |
|                          |                         |  | Paseo de la Estación  |
|                          |                         |  | Las Batallas          |
|                          |                         |  | Los Perfumes          |
|                          | Estación de ferrocarril |  | Estación de Jaén      |
|                          |                         |  | Donantes de Sangre    |
|                          |                         |  | Ciudad de la Justicia |
|                          |                         |  | Campus Las Lagunillas |
|                          |                         |  | Ciudad Sanitaria      |
|                          |                         |  | Los Olivares          |
|                          |                         |  | Vaciacostales         |
|                          |                         |  | Talleres y cocheras   |
|                          |                         |  | (*) Ramal técnico     |

## Datos generales
- Longitud: 4,7 km.
- Paradas: 10.
- Demanda: 3 millones de pasajeros al año.
- Coste: 74,8 millones de Euros.[7]
- Cocheras: En Vaciacostales.
- Trenes: 5[8]
- Longitud del tren: 32 metros.
- Plazas por tren: 216.
- Frecuencia de paso: 11 minutos.
- Fabricante Ferroviario: Alstom[9][10]
- Constructora: UTE: Alstom/Alsthom, Gea21, Inabensa, Mipelsa y Pavimentaciones Morales